# SN 2010cg
SN 2010cg – supernowa odkryta 9 kwietnia 2010 roku w galaktyce A153037+0052. W momencie odkrycia miała maksymalną jasność 17,50m.